# Великописарівські кургани
Великописарі́вські курга́ни — ландшафтний заказник місцевого значення в Україні. Об'єкт розташований на території Великописарівського району Сумської області, за 1 км на північ від села Олександрівка. 
Площа — 24,7 га, статус отриманий у 2018 році. 
Ділянка типових ландшафтів південно-західних відрогів Середньоросійської височини з залишками скіфських курганів та популяціями рідкісних рослин і тварин різних рангів охорони. Рослини, занесені до Червоної книги України рослини: сон лучний та ковила волосиста. Комахи: вусач земляний хрестоносець, махаон, подалірій, сколія-гігант, мелітурга булавовуса. Також зростають 5 видів рослин, що підлягають особливій охороні на території Сумської області: горошок гороховатий, айстра степова, кринітарія волохата, цибуля круглонога та інші.